# Никольский собор (Нижний Новгород)
Собор в честь святителя и чудотворца Николая — православный храм в Автозаводском районе Нижнего Новгорода, крупнейший в Европе храм во имя Николая Чудотворца.
В состав храмового комплекса также входят деревянная церковь Святой Татианы и православный культурно-просветительский центр «Свято-Никольский» с библиотекой, воскресной школой, иконописной мастерской и залом для проведения концертов духовной музыки, детских праздников, выставок и презентаций.

## Собор в честь Николая Чудотворца
По своей архитектуре храм похож на Преображенский собор Дивеевского монастыря. Отличительными особенностями являются пристрои: часовня, колокольня, большое многоступенчатое крыльцо. В нижнем уровне храма планируется разместить: крестильню, трапезную на сто человек, конференц-зал, воскресную школу, библиотеку, архиерейскую и священническую ризницы.
Верхнее храмовое помещение рассчитано на три тысячи человек, большой алтарь планируется сделать трехпрестольным. Для перемещения между верхним и нижним этажами предусмотрен лифт для инвалидов.
Строительство началось в 1999 году, 21 августа состоялось торжественное освящение места закладки будущего храма с воздвижением креста. Строительство велось на пожертвования жителей Автозаводского района, но из-за недостатка средств вскоре было заморожено.
В мае 2006 года о решении архиепископа Георгия возобновить строительство храма сообщил прихожанам глава администрации Автозаводского района Владимир Солдатенков. В июне  благодаря фонду «Вольное Дело» строительные работы были возобновлены, а в июле — открыт сбор пожертвований. В августе приступили к укладке кирпича. К декабрю 2007 года строительство продвинулось с 7 до 21 метра.
Архиепископ Георгий так охарактеризовал возобновление строительства:

Сегодня у нас самая большая стройка идет в Автозаводском районе. Мы возводим новый храм святителя Николая Чудотворца, и это не просто храм, а огромный собор высотой 68 метров. Храмы таких размеров у нас на Руси за последние 100 лет не строились, и мы, может быть, не дерзнули бы его таким начинать, но по молитвам и трудами приснопамятного митрополита Николая был заложен именно такой храм, поэтому мы продолжаем строительство и уже подходим под крышу. Теперь нужно молиться, чтобы Господь дал нам силы и духовные, и телесные, дар разумения, а также послал нам помощников, добрых людей, благотворителей, попечителей, чтобы всем миром завершить это непростое, многотрудное дело.
В 2010 году сообщалось, что мастерская «Ковчег» ведёт работу над иконостасами двух соборов: в честь Святителя Николая и в честь Воскресения Христова в Дзержинске.
По состоянию на 2011 год собор ещё не был отделан внутри, но в летний период в нём уже совершались богослужения. В августе 2012 года колокола были установлены на колокольню собора, а 6 сентября митрополит Георгий освятил их с подъёмника. К зиме  была смонтирована система отопления.
28 октября 2012 года был освящен деревянный резной крест, являющийся точной копией Пуреховского животворящего древа, подаренного нижегородцам князем Дмитрием Пожарским. 19 декабря митрополит Георгий освятил 24 иконы, специально написанных для иконостаса Никольского собора.
10 ноября 2017 года освящен придел в честь священномученика Лаврентия (Князева), епископа Балахнинского. Чин Великого освящения возглавил митрополит Нижегородский и Арзамасский Георгий. Правящему архиерею сослужил викарий Нижегородской епархии епископ Балахнинский Илия.

## Церковь в честь святой мученицы Татианы
Деревянная однопрестольная церковь в честь святой мученицы Татианы. Строительство велось во время Великого поста и было завершено к Пасхе 1998 года. Храм вмещает до 400 человек. Разобрана в 2024 году.

## История прихода
Впервые идея о сооружении церкви в центре Автозаводского района возникла среди небольшой группы верующих ещё в 1992 году. Община была зарегистрирована в декабре 1994 года, первой старостой была выбрана Мария Степановна Пыпина. Приход был организован в 1996 году. На следующий год общине было передано здание детского сада, в котором стали совершаться службы и требы. Позднее в этом помещении была организована домовая церковь в честь преподобного Серафима Саровского.
В 1998 году был построен деревянный храм святой мученицы Татианы. В этом же году общине было передано недостроенное здание кинотеатра «Север», которое было переоборудовано в Автозаводский православный центр. Первым настоятелем стал игумен Иннокентий (Самылкин).
К 2004 году клир насчитывал 6 священников и 2 диакона. Настоятелем был митрофорный протоиерей Николай Быков.
При приходе действует православный просветительский центр «Свято-Никольский» в честь святителя Николая и воскресная школа.
С 2005 года община несёт попечение о больничном храме в честь иконы Божией Матери «Неупиваемая Чаша», расположенном в наркологической больнице. А в 2010 году в приходе начал работу консультационный пункт для людей с наркотической и алкогольной зависимостью.
1 сентября 2012 года вышел первый номер еженедельной газеты «Никольский вестник».
До 2012 года приход входил в состав III Нижегородского благочиннического округа Нижегородской и Арзамасской епархии. После создания Нижегородской митрополии был включен в состав Автозаводского благочиннического округа.